# Giannīs Dragatsīs
Giannīs Dragatsīs (in greco Γιάννης Δραγάτσης?; Smirne, 1886 – Atene, 1958) è stato un musicista, compositore e violinista greco.

## Biografia
Nato a Smirne durante l'amministrazione ottomana, Giannīs Dragatsīs apparteneva ad una numerosa famiglia di musicisti che si esibivano con lo pseudonimo di Ogdondakides (membri di un'ottantina): suo padre Yiorgos suonava il basso, suo fratello Theodoros suonava il violino mentre l'altro fratello Charalambos suonava il clavicembalo.
Così, anche Giannīs Dragatsīs iniziò ad avvicinarsi all'ambiente musicale in giovane età acquisendo presto una discreta notorietà come violinista e assumendo egli stesso dalla famiglia il nome d'arte di Ogdondakis (il minore dell'ottantina).
Assieme a Dimitris Semsis è considerato uno dei migliori violinisti dell'epoca.
I musicisti che hanno collaborato con lui riportano che Giannīs Dragatsīs conoscesse più di 65 dromi che, derivati dai makam della musica mediorientale, anche nella metrica della musica rebetika rappresentano delle combinazioni per passare armoniosamente da un accordo all'altro senza far percepire la minima interruzione.
Nel 1917, nel pieno della prima guerra mondiale, partì da Smirne per la Grecia continentale partecipando come volontario al movimento irredentista
filo-ellenico capeggiato da Eleutherios Venizelos.
Partecipò anche alla successiva guerra greco-turca e nel 1922 fu fatto prigioniero dall'esercito turco, tuttavia senza subire particolari ritorsioni grazie alla sua notorietà come musicista.
Ritornato in Grecia, nel 1923 iniziò a lavorare come violinista esibendosi nei più importanti locali dell'epoca frequentati dagli esuli dell'Asia Minore, collaborando con altri noti compositori e interpreti musicali tra i quali Antonis Diamantidis, Kostas Karipis, Spyros Peristeris.
Per le sue capacità professionali in ambito musicale, venne assunto come direttore d'orchestra per conto di varie compagnie discografiche presenti
in Grecia in quell'epoca.
In particolare, per molti anni è stato direttore della casa discografica Columbia e attivo collaboratore di un'associazione di Atene per il mutuo soccorso tra gli artisti del settore musicale, componendo circa 100 canzoni.
Tuttavia con l'avvento al potere del regime dittatoriale di Ioannis Metaxas nel 1936, le canzoni nello stile di Smirne vennero vietate a causa delle influenze orientali considerate estranee alla cultura greca.
Questo causò il ritiro dalla scena musicale pubblica di Giannīs Dragatsīs che continuò a suonare il violino solo in occasioni private, dopo la seconda guerra mondiale.

## Discografia parziale
Canzoni di maggior successo composte da Giannīs Dragatsīs ed eseguite da altri interpreti:
- 1928: Ελενάκι, Elenaki  (Pathe X-80161) interpretata da Vangelis Sofroniou, Roza Eskenazi, Haris Alexiou
- 1931: Μεθυσμένος, Methismenos (Odeon GA-1597) interpretata da Kostas Roukounas
- 1932: Θα μεθώ και θα τα σπάω, Tha metho kai tha ta spao (Parlophone B-21821) interpretata da Marika Frantzeskopoulou
- 1932: Καμωματού, Kamomatou (Columbia DG-327) interpretata da Marika Frantzeskopoulou
- 1934: Δυο καρδιές πονεμένες, Dio kardies ponemenes (HMV AO-2205) interpretata da Rita Abatzi